# Erbendorf
Erbendorf è un comune tedesco di 5 341 abitanti, situato nel land della Baviera.